# NO LIMIT! カウントダウン
「NO LIMIT! カウントダウン」（英: NO LIMIT! COUNT DOWN）は、ユニバーサル・スタジオ・ジャパンで2022年から開催されている、大晦日から元日にかけて行われるカウントダウン・スペシャルイベントである。

## 概要
「NO LIMIT! カウントダウン」では、12月31日19時から翌年1月1日21時まで最大26時間にわたりアトラクションやショーを楽しむことができる。イベントでは、年越しの瞬間に約4,000発の花火が打ち上げられる「カウントダウン・モーメント」のほか、その年にユニバーサル・スタジオ・ジャパンで開催されたエンターテイメントの中から各シーズンを代表する演目を厳選し、一夜限りで披露される「カウントダウン・スペシャル・ステージ」が行われる。
12月31日には17時に一旦パークがクローズされ、19時からは事前に販売された「パーティ・パス」の購入者のみが入場可能となる。翌年1月1日2時以降は、「パーティ・パス」を持たないパス所持者も入場可能となる。
カウントダウン・イベントは2007→2008年から開始され、2019→2020年までは「ユニバーサル・カウントダウン・パーティ」という名称で開催されていた。2022→2023年からは、パークの新たなブランド・スローガン「NO LIMIT!」に基づき「NO LIMIT! カウントダウン」としてリニューアルされた。なお、2020→2021年および2021→2022年は新型コロナウイルス感染症の影響でイベントが中止されたため、3年ぶりの開催となった。

## 営業時間
このイベントでは特別な営業時間が設定されており、時間帯によって入場可能なチケットが異なる。
記号の説明
- ○…12月31日分有効の入場チケット
- ●…パーティ・パス
- ◎…1月1日分有効の入場チケット
- ◉…年間パス

| 日       | 時間              | 入場可能 | 入場不可 | 備考                                 |
| -------- | ----------------- | -------- | -------- | ------------------------------------ |
| 12月31日 | - 17：00          | ○◉       | ●◎       | 17：00までは12月31日分の通常営業     |
| 12月31日 | 17：00 - 19：00   |          | ○●◎◉     | パーククローズ（全チケット入場不可） |
| 12月31日 | 19：00 - 00：00   | ●        | ○◎◉      | 「パーティ・パス」所有者限定         |
| 1月1日   | 00：00 - 02：00   | ●        | ○◎◉      | 「パーティ・パス」所有者限定         |
| 1月1日   | 02：00 - 閉園時間 | ●◎◉      | ○        | 02：00以降は1月1日分の通常営業       |

## 2022年→2023年
2022年12月31日から2023年1月1日にかけて『NO LIMIT! カウントダウン 2023』が開催された。これは『ユニバーサル・カウントダウン・パーティ2020』以来3年ぶりの開催となったが、新型コロナウイルス感染症の影響により例年行われていたアーティストによるライブは中止となった。一方で、最大26時間にわたるアトラクションやショーの運営は継続された。
キャッチコピーは「3年ぶりの熱狂開宴、最大26時間ぶっ飛び尽くせ！」であった。

### カウントダウン・スペシャル・ステージ
2022年にパークで開催されたエンターテインメントの中から、各シーズンを代表する演目を厳選して構成された、一夜限りのスペシャルエンターテインメントが実施された。

#### ミニオン・カンフーダンス道場 〜ニューイヤー・イブ・スペシャル〜
『ミニオン・パーク』5周年を記念して、夏に開催された『ミニオン・カンフーダンス道場』がスペシャル版として登場した。カンフースーツを着た「ミニオン」（ボブ、スチュアート、ケビン）やマスター・アチョー、その弟子たちとともにカンフーダンスを踊りながら、マスターを目指す内容となっている。

#### ハローキティ・ライブ 〜一緒に踊ろう〜
今回限定のスペシャルショーとして開催された。「ハローキティ」と「ダニエル」が登場し、音楽を楽しむショーとなっている。キティが歌を披露し、観客と一緒にダンスを踊ることで、パーティのような空間が演出された。

#### スヌーピー・スペシャル・ダンスタイム
今回限定のスペシャルショーとして開催された。『ユニバーサル・ワンダーランド』で2022年に開催された『ユニバーサル・ワンダーランド・ダンス・ア・ロング』シリーズで使用された楽曲とダンスを、「スヌーピー」や「チャーリー・ブラウン」、「ルーシー」とともに楽しむことができた。

#### エボリューション・オブ・ダンス・ウィズ・セサミストリート・デラックス
2022年の春から開催されていた『エボリューション・オブ・ダンス・ウィズ・セサミストリート』が、デラックス版としてダンサーの人数を増やして登場した。「エルモ」、「アーニー」、「バート」たちとともに、さまざまな時代のダンスが披露された。

#### カウントダウン・シンキング・ショー
今回限定のスペシャルショーとして開催された。パークのシンガーやエンターテイナーによるパフォーマンスが披露された

#### ハミクマ・サイコ・カウントダウン
2022年の秋に開催された『NO LIMIT! ハロウィーン』から、「ハミクマ・ヴァンパイア」と「ハミクマ・サイコ・サーカス」が登場した。クマのキャラクター「ハミクマ」率いるサーカス団とともに踊り、興奮を解き放つショーとなっている。また、このショーをもって『ゾンビ・デ・ダンス』で2019年から使用されていた楽曲「Rat-tat-tat」が封印され、音楽の使用が終了した。

#### ワンピース・プレミア・カウントダウン・ショー
2022年の夏に開催された『ワンピース・プレミアサマー』から、『ワンピース・プレミアショー』が登場した。ゲストの目の前で「麦わらの一味」が技を繰り出しながら戦い、迫力ある演出によってリアルな『ONE PIECE』の世界が再現された。

#### NO LIMIT! カウントダウン・DJパーティ
今回限定のスペシャルショーとして開催された。DJとともに音楽に合わせてダンスを楽しむショーで、使用された楽曲には近年流行した人気曲が含まれていた。最初で最後となるダンスパーティが行われた。

#### スーパー・ニンテンドー・ワールド・カウントダウン・パーティ
今回限定のスペシャルショーとして開催された。エリア開業1周年を迎えた『スーパー・ニンテンドー・ワールド』をイメージしたダンスを、「マリオ」や「ルイージ」、エンターテイナー、ゲストが一緒に踊り、エリアの魅力を再認識する内容となっている。カウントダウン・スペシャル・ステージの最後を飾るショーであり、『スーパー・ニンテンドー・ワールド』がエリア外のイベントに登場するのは史上初となった。また、「マリオ」と「ルイージ」がエリア外に登場するのも初めてとなった。

### カウントダウン・モーメント
23:50から00:10にかけて、『カウントダウン・モーメント』が実施された。パーク全体で年越しを祝うこのイベントでは、キャラクターとともにカウントダウンを行うグラマシーパーク会場と、約4,000発の花火が打ち上げられるラグーン会場に分かれて行われた。
グラマシーパークには、「ミニオン」、「エルモ」、「アーニー」、「バート」、「ハローキティ」、「ダニエル」、「ミミィ」、「スヌーピー」、「チャーリー・ブラウン」、「ルーシー」、「ハミクマ」、「麦わらの一味」、「マリオ」、「ルイージ」、そしてエンターテイナーたちが登場し、観客とともにカウントダウンを盛り上げた。

### アトラクション・オールナイト
12月31日19:00から1月1日21:00までの26時間、アトラクションが運行された（一部はメンテナンスのため一時運休）。『スーパー・ニンテンドー・ワールド』は1月1日2:00から6:00まで運休となったが、それ以外の時間帯では深夜や早朝でもアトラクションを楽しむことができた。
ショー・アトラクションは、『ウォーターワールド』を除き1月1日6:00以降に開始された。また、この時期は『NO LIMIT! クリスマス』開催期間中であり、クリスマスの特別演出『スペクタクル・オブ・ライツ』が1月1日3:00から日の出まで実施された。

## 2023年→2024年
2023年12月31日から2024年1月1日にかけて、『NO LIMIT! カウントダウン 2024』が開催された。
キャッチコピーは「これが完売必至の“超熱狂”！一夜限りの贅沢な宴が今年も！」。

### カウントダウン・スペシャル・ステージ

#### ミニオン・カウントダウン・スペシャル・ディスコ・ショー
1970年代のディスコミュージック「Hot Stuff」などに合わせて、特別な衣装を身にまとった「ミニオン」（スチュアート、ジェリー、ケビン）とともに盛り上がるステージが展開された。

#### スヌーピー・スペシャル・カウントダウン・パーティー
『ユニバーサル・イースター・セレブレーション』の衣装を身にまとった「スヌーピー」、「チャーリーブラウン」、「ルーシー」、そしてエンターテイナーたちとともに、『ユニバーサル・ワンダーランド』で使用されてきた音楽に合わせてリズムを感じながらダンスを楽しむステージが展開された。

#### ハローキティ・カウントダウン・スペシャル・ショー
「ハローキティ」、「ダニエル」、エンターテイナーたちがスタイリッシュな楽曲に合わせて盛り上がるステージが展開された。

#### エボリューション・オブ・ダンス・ウィズ・セサミストリート・デラックス
2022年春から2023年春まで開催され人気を集めた『エボリューション・オブ・ダンス・ウィズ・セサミストリート』が、デラックス版として登場した。「エルモ」、「アーニー」、「バート」たちとともにさまざまな時代のダンスを紹介するこのステージは、新たなエンターテイナーの衣装や追加のダンスパートを加えて展開された。

#### ワンピース・プレミア・カウントダウン・ショー
2023年の夏に開催された『ワンピース・プレミアサマー 2023』から、『ワンピース・プレミアショー』の迫力あるバトルが展開された。「ブラック・キングダム」の総帥「ヴェンドラー」と「麦わらの一味」の戦いが繰り広げられた。

#### ハミクマ・カウントダウン・スペシャル・ショー
『ハロウィーン・ホラー・ナイト』で実施された『ゾンビ・デ・ダンス』が、ハミクマの新たな台詞を加えて再演された。

### カウントダウン・モーメント
23時50分から翌0時5分にかけて、約4,000発の豪華なパイロ（直立型花火）がパーク内各所で打ち上げられ、ゲストは年越しの瞬間を楽しむことができた。

### アトラクション・オールナイト
12月31日19:00から1月1日21:00までの26時間にわたり、アトラクションが運行された（一部の時間帯はメンテナンスのため運休）。『スーパー・ニンテンドー・ワールド』は1月1日2:00から6:00までメンテナンスのため運休となったが、深夜や早朝を含め、ほとんどの時間帯でアトラクションを楽しむことができた。
ショー・アトラクションは『ウォーターワールド』を除き、1月1日6:00以降に開始された。

## 2024年→2025年
2024年12月31日から2025年1月1日にかけて、「NO LIMIT! カウントダウン 2025」が開催された。
キャッチコピーは「ぶっとび、足りてる？シーズン・イベントが一夜に集結！一年分の熱狂、遊びつくせ！」。

### カウントダウン・スペシャル・ステージ
| カウントダウン・スペシャル・ステージ Countdown Special Stage | カウントダウン・スペシャル・ステージ Countdown Special Stage |
| ------------------------------------------------------------ | ------------------------------------------------------------ |
| 開始日                                                       | 2024年12月31日                                               |
| 終了日                                                       | 2025年1月1日                                                 |
| 開催場所                                                     | グラマシーパーク                                             |
| 開催時間                                                     | 19:10 - 00:15                                                |
| タイプ                                                       | ステージ・ショー                                             |
| 所要時間                                                     | 3時間5分                                                     |
| 有料チケット                                                 | 〇                                                           |

2024年のユニバーサル・スタジオ・ジャパンを象徴する人気エンターテインメントを凝縮した、一夜限りのステージが開催された。
春に始まったマイメロディ&クロミのライブステージ『クロミ・ライブ』や、夏のルフィの“ギア5”が初登場したライブ・エンターテインメント・ショー『ワンピース・プレミアショー 2024』を実施。さらに、BTSなどを輩出した「HYBE MUSIC GROUP」のアーティスト楽曲やミュージックビデオに合わせて、パークの仲間たちと歌って踊る『NO LIMIT! サマーダンスナイト with HYBE JAPAN』が登場した。
ハロウィーンシーズンからは、不気味で楽しい世界観やかわいさと怖さが混在する独特な魅力で人気を集める「ハミクマ」が登場するナイトショー『ハミクマ・シャウト・イット・アウト・パーティ』を披露。

このほか、「セサミストリート」、「スヌーピー」、「ハローキティ」、イルミネーションの「ミニオン」など、パークの仲間たちが勢ぞろいし、特別な一夜を盛り上げた。

### カウントダウン・モーメント
| カウントダウン・モーメント Countdown Moment | カウントダウン・モーメント Countdown Moment |
| ------------------------------------------- | ------------------------------------------- |
| 開始日                                      | 2024年12月31日                              |
| 終了日                                      | 2025年1月1日                                |
| 開催場所                                    | グラマシーパーク                            |
| 開催時間                                    | 23:50 - 00:05                               |
| タイプ                                      | ステージ・ショー                            |
| 所要時間                                    | 3時間5分                                    |
| 有料チケット                                | 〇                                          |

キャラクターとともにカウントダウンを楽しむグラマシーパーク会場と、約4,000発の花火が打ち上げられるラグーン会場に分かれ、パーク全体が一体となって年越しの瞬間を祝った。

### アトラクション・オールナイト
12月31日19:00から1月1日21:00までの26時間にわたり、アトラクションが運行された（一部の時間帯はメンテナンスのため運休）。『スーパー・ニンテンドー・ワールド』は1月1日2:00から6:00までメンテナンスのため運休となったが、深夜や早朝を含め、ほとんどの時間帯でアトラクションを楽しむことができた。
ショー・アトラクションは『ウォーターワールド』を除き、1月1日6:00以降に開始された。

## 限定フード

### 2022→2023年
- 年越しそば・スヌーピー
- 年越しそば・ダイナソー
- ゆく年まん〜坦々タイガー〜
- くる年まん〜ほわいとしちゅ卯〜

### 2023→2024年
- 年越しそば スヌーピー ～かき揚げ＆たまごそぼろ～

- 年越しそば ダイナソー ～かき揚げ＆とろろ昆布～
- ゆく年まん ～ほわいとしちゅ卯～
- くる年まん ～ドラゴン・レッドカレー～